# Mondi
Mondi est un groupe international de fabrication d’emballages et de papiers qui emploie près de 26 000 personnes dans une centaine de sites de production répartis dans plus de 30 pays, principalement en Europe, en Russie, en Amérique du Nord et en Afrique. Les bureaux du Groupe sont situés à Addlestone, dans le Surrey (Royaume-Uni) et à Vienne (Autriche). Mondi est intégré à 100 % tout au long de la chaîne de valeur de l’emballage et du papier – de l’exploitation forestière et la production de pâte et papier (papiers d’emballage et papiers fin non couché), à la transformation de papier en emballages ondulés, sacs industriels, matériel d’enduction par extrusion et release liners. Il est coté à la Bourse de Johannesburg et à la Bourse de Londres et fait partie de l’indice FTSE 100.

## Histoire
C’est en Afrique du Sud qu’a été fondé Mondi en 1967, lorsque l’ancien propriétaire de l’entreprise, Anglo American plc, construit l’usine Merebank à Durban.
En 2000, la société accroît sa participation dans Neusiedler AG et Frantschach AG, deux entreprises autrichiennes, à 100 % et 70 % respectivement. La même année, elle acquiert Cofinec, une entreprise polonaise. Elle porte sa participation dans l’usine de Syktyvkar, en république des Komis (Russie), à 90 % en 2002. En 2004, elle augmente encore sa participation dans Frantschach AG pour la porter à 100 % et dans Celuloza Świecie AG, une autre entreprise polonaise, à 71 %.
Le 2 juillet 2007, la société se sépare de son ancienne société mère Anglo American plc et devient une société cotée sur deux places boursières – Mondi Limited à la Bourse de Johannesburg et Mondi plc à la Bourse de Londres.
En 2012, Mondi acquiert Nordenia afin de renforcer ses activités dans le domaine de l’emballage de produits de consommation.
En mai 2017, Peter Oswald est nommé nouveau directeur général du Groupe Mondi.
Andrew King lui a succédé le 1er avril 2020.

## Opérations
Le Groupe Mondi est organisé en quatre divisions internationales : 
- Corrugated Packaging
- Flexible Packaging
- Engineered Materials
- Uncoated Fine Paper

Le Groupe gère des forêts et des usines de papier en Russie et en Afrique du Sud et produit aussi de la pâte, du papier et des films plastiques, ainsi que des emballages industriels et des emballages de produits de consommation en papier et en plastique souple.

## Développement durable
En 2014, Mondi et le WWF ont lancé un partenariat mondial pour renforcer la gestion environnementale dans le secteur de l’emballage et du papier. En 2017, ils ont prolongé leur partenariat de trois ans jusqu’en 2020. En 2018, ils ont annoncé que Mondi avait rejoint WWF Climate Savers et s’était engagé à réduire ses émissions spécifiques de gaz à effet de serre (GES) liées à la production à 0,25 t d’équivalents CO2 par tonne produite[ASI1]  d’ici 2050.
Mondi a signé et promeut le Pacte mondial, une initiative des Nations unies pour les entreprises qui adhèrent aux principes universellement reconnus dans les domaines des droits de la personne, du travail, de l’environnement et de la lutte contre la corruption.
Des paramètres standardisés sont appliqués pour surveiller l’impact environnemental des processus de production. Mondi a défini sa responsabilité produit en se fondant sur l’Initiative du Cycle de vie du Programme des Nations unies pour l’environnement (PNUE).
En 2020, Mondi a reçu d’EcoVadis une notation RSE « platine », ce qui la place dans le top 1 % des entreprises de son secteur en ce qui concerne les mesures de développement durable dans le domaine de l’environnement, du travail, des droits de la personne, de l’éthique et des approvisionnements.